# Nadwieszenie
Nadwieszenie – wysunięcie przed lico ściany, piętra budynku, zwykle o konstrukcji szkieletowej (drewnianej), w celu powiększenia powierzchni mieszkalnej oraz stworzenia przeciwwagi dla obciążeń belek stropowych lub też wysunięcie części budowli w postaci wsporników, wykusza lub gzymsu.